# Ruși-Ciutea
Ruși-Ciutea – wieś w Rumunii, w okręgu Bacău, w gminie Letea Veche. W 2011 roku liczyła 522 mieszkańców.